# Isozaki Atea
Isozaki Atea (z bask. Brama Isozaki) – bliźniacze wieżowce w Bilbao, w Hiszpanii. Są to najwyższe budynki mieszkalne w mieście i w całym Kraju Basków, zaprojektowane przez japońskiego architekta Aratę Isozaki. Wieże mają 83 metry wysokości i 22 kondygnacji. Pierwsze dwa piętra są wykorzystywane do komercyjnych, a pozostałe piętra to mieszkania. Wieże są częścią kompleksu pięciu budynków. Pozostałe trzy budynki mają wysokość od sześciu do ośmiu pięter.